# Matías Roskopf
Matías Exequiel Roskopf (Paraná, Entre Ríos, Argentina; 14 de enero de 1998) es un futbolista argentino juega como delantero y actualmente está sin equipo. Su último paso fue por Brasil, formando parte de Maricá Futebol Clube.

## Trayectoria

### Colón de Santa Fe
A los 4 años comenzó en la escuela de fútbol de Claudio Marangoni, hasta los 9 años, cuando pasó a Colón donde se destacó en las divisiones inferiores llegando a ser el capitán de la 8.ª de AFA y la 7.ª de Liga Santafesina.

### Boca Juniors
Se cierra su traspaso a Boca Juniors, junto al otro juvenil del club santafesino Julián Chicco, por la suma de 2 millones de pesos. Aunque no llegó a debutar en Primera División.
El 22 de febrero de 2016 su nombre apareció en la lista de 30 jugadores del plantel de primera que disputó la fase de grupo de la Copa Libertadores de América. Su dorsal para el torneo internacional fue el número 19.

### Torque
En enero del año 2018, es prestado por un año al Torque. En su paso por el club uruguayo, jugaría 25 partidos, convirtiendo tres goles. Fue subcampeón del Torneo Intermedio. 

### Rapid Bucarest
En enero de 2019 es transferido al Rapid Bucarest de la Liga I, donde jugó 23 partidos y marcó 5 goles.

### Apoel Limasol
En 2020 llegó a Apoel, equipo con el que participó en competiciones internacionales. Jugó un partido de Europa League, hasta que la pandemia de coronavirus suspendió las actividades deportivas.

### Cluj
Retoma a Rumania, donde jugó un par de partidos.
Empieza su segunda etapa en el fútbol de Uruguay, pasó por Central Español, equipo con el que llegó a semifinales contra Racing de Montevideo. Más adelante se fue a Colón para jugar la Copa Uruguay.

### Atlante
En 2023 pasó a México para jugar en Atlante, perdiendo la final contra Cancún.

### Maricá Futebol Clube
Tras quedar libre, se fue a Maricá Futebol Clube de Brasil, para jugar el Campeonato Carioca. 

## Selección nacional

### Selección Argentina Sub-15
En noviembre de 2013 formó parte de la Selección Argentina Sub-15, disputando el Campeonato Sudamericano Sub-15 de 2013 en Bolivia, logrando el tercer puesto en el certamen y siendo fundamental con sus goles.
Fue convocado en diferentes categorías, hasta la sub-20, participando en tres Sudamericanos y sparring en la Copa América 2015.

#### Detalle
| \| N.º \| Fecha \| Estadio \| Local \| Resultado \| Visitante \| Goles \| Asist. \| Competición \| \| ----- \| ---------- \| ---------------------------------------------------- \| --------- \| --------- \| --------- \| ----- \| ------ \| ------------------- \| \| 1 \| 22-11-2013 \| Estadio IV Centenario, Tarija, Bolivia \| Argentina \| 3-1 \| Paraguay \| \| \| Sudamericano Sub-15 \| \| 2 \| 24-11-2013 \| Estadio IV Centenario, Tarija, Bolivia \| Argentina \| 4-4 \| Perú \| \| \| Sudamericano Sub-15 \| \| 3 \| 28-11-2013 \| Estadio Ramón Tahuichi Aguilera, Santa Cruz, Bolivia \| Colombia \| 2-0 \| Argentina \| \| \| Sudamericano Sub-15 \| \| 4 \| 30-11-2013 \| Estadio Ramón Tahuichi Aguilera, Santa Cruz, Bolivia \| Chile \| 1-2 \| Argentina \| \| \| Sudamericano Sub-15 \| \| Total \| \| Presencias \| 4 \| \| Goles \| 3 \| 0 \| \| |            |                                                      |           |           |           |       |        |                     |
| N.º | Fecha      | Estadio                                              | Local     | Resultado | Visitante | Goles | Asist. | Competición         |
| 1 | 22-11-2013 | Estadio IV Centenario, Tarija, Bolivia               | Argentina | 3-1       | Paraguay  |       |        | Sudamericano Sub-15 |
| 2 | 24-11-2013 | Estadio IV Centenario, Tarija, Bolivia               | Argentina | 4-4       | Perú      |       |        | Sudamericano Sub-15 |
| 3 | 28-11-2013 | Estadio Ramón Tahuichi Aguilera, Santa Cruz, Bolivia | Colombia  | 2-0       | Argentina |       |        | Sudamericano Sub-15 |
| 4 | 30-11-2013 | Estadio Ramón Tahuichi Aguilera, Santa Cruz, Bolivia | Chile     | 1-2       | Argentina |       |        | Sudamericano Sub-15 |
| Total |            | Presencias                                           | 4         |           | Goles     | 3     | 0      |                     |

No incluye partidos amistosos.

### Selección Argentina Sub-17
El 1 de marzo de 2014 estuvo entre los 18 convocados por el técnico Miguel Ángel Lemme para disputar el Torneo masculino de fútbol en los Juegos Suramericanos de 2014 con la Sub-17 en el cual ganó la medalla de plata.
El 20 de febrero de 2015, Miguel Ángel Lemme, director técnico de la Selección Argentina Sub-17, entregó una lista con los 22 futbolistas en el cual fue convocado para que comenzara a entrenarse de cara al Campeonato Sudamericano Sub-17 de la categoría que se disputará a partir de marzo en Paraguay.
Fue sparring en la Copa América 2015.

#### Detalle
| \| N.º \| Fecha \| Estadio \| Local \| Resultado \| Visitante \| Goles \| Asist. \| Competición \| \| ----- \| ---------- \| ----------------------------------------------------- \| --------- \| --------- \| --------- \| ----- \| ------ \| -------------------- \| \| 1 \| 11-03-2014 \| Estadio Bicentenario Municipal, Santiago, Chile \| Argentina \| 5-2 \| Perú \| \| \| Juegos Suramericanos \| \| 2 \| 13-03-2014 \| Estadio Bicentenario Municipal, Santiago, Chile \| Colombia \| 1-2 \| Argentina \| \| \| Juegos Suramericanos \| \| 3 \| 15-03-2014 \| Estadio Bicentenario Municipal, Santiago, Chile \| Argentina \| 1-0 \| Ecuador \| \| \| Juegos Suramericanos \| \| 4 \| 17-03-2014 \| Estadio Bicentenario Municipal, Santiago, Chile \| Argentina \| 1-2 \| Colombia \| \| \| Juegos Suramericanos \| \| 5 \| 06-03-2015 \| Estadio Dr. Nicolás Leoz, Asunción, Paraguay \| Argentina \| 1-2 \| Ecuador \| \| \| Sudamericano Sub-17 \| \| 6 \| 08-03-2015 \| Estadio Feliciano Cáceres, Luque, Paraguay \| Uruguay \| 2-1 \| Argentina \| \| \| Sudamericano Sub-17 \| \| 7 \| 14-03-2015 \| Estadio Lic. Erico Galeano Segovia, Capiatá, Paraguay \| Argentina \| 1-0 \| Chile \| \| \| Sudamericano Sub-17 \| \| 8 \| 17-03-2015 \| Estadio Feliciano Cáceres, Luque, Paraguay \| Brasil \| 0-1 \| Argentina \| \| \| Sudamericano Sub-17 \| \| 9 \| 20-03-2015 \| Estadio Dr. Nicolás Leoz, Asunción, Paraguay \| Paraguay \| 1-4 \| Argentina \| \| \| Sudamericano Sub-17 \| \| Total \| \| Presencias \| 9 \| \| Goles \| 3 \| 1 \| \| |            |                                                       |           |           |           |       |        |                      |
| N.º | Fecha      | Estadio                                               | Local     | Resultado | Visitante | Goles | Asist. | Competición          |
| 1 | 11-03-2014 | Estadio Bicentenario Municipal, Santiago, Chile       | Argentina | 5-2       | Perú      |       |        | Juegos Suramericanos |
| 2 | 13-03-2014 | Estadio Bicentenario Municipal, Santiago, Chile       | Colombia  | 1-2       | Argentina |       |        | Juegos Suramericanos |
| 3 | 15-03-2014 | Estadio Bicentenario Municipal, Santiago, Chile       | Argentina | 1-0       | Ecuador   |       |        | Juegos Suramericanos |
| 4 | 17-03-2014 | Estadio Bicentenario Municipal, Santiago, Chile       | Argentina | 1-2       | Colombia  |       |        | Juegos Suramericanos |
| 5 | 06-03-2015 | Estadio Dr. Nicolás Leoz, Asunción, Paraguay          | Argentina | 1-2       | Ecuador   |       |        | Sudamericano Sub-17  |
| 6 | 08-03-2015 | Estadio Feliciano Cáceres, Luque, Paraguay            | Uruguay   | 2-1       | Argentina |       |        | Sudamericano Sub-17  |
| 7 | 14-03-2015 | Estadio Lic. Erico Galeano Segovia, Capiatá, Paraguay | Argentina | 1-0       | Chile     |       |        | Sudamericano Sub-17  |
| 8 | 17-03-2015 | Estadio Feliciano Cáceres, Luque, Paraguay            | Brasil    | 0-1       | Argentina |       |        | Sudamericano Sub-17  |
| 9 | 20-03-2015 | Estadio Dr. Nicolás Leoz, Asunción, Paraguay          | Paraguay  | 1-4       | Argentina |       |        | Sudamericano Sub-17  |
| Total |            | Presencias                                            | 9         |           | Goles     | 3     | 1      |                      |

No incluye partidos amistosos.

## Estadísticas

### Clubes
Actualizado al 1 de abril de 2018.
| Club                | Temporada           | Div.                | Liga | Liga | Liga | Copas Nacionales (1) | Copas Nacionales (1) | Copas Nacionales (1) | Copas Internacionales (2) | Copas Internacionales (2) | Copas Internacionales (2) | Total | Total | Total | Prom. · | Prom. · |
| Club                | Temporada           | Div.                | PJ   | G    | A    | PJ                   | G                    | A                    | PJ                        | G                         | A                         | PJ    | G     | A     | Prom. · | Prom. · |
| ------------------- | ------------------- | ------------------- | ---- | ---- | ---- | -------------------- | -------------------- | -------------------- | ------------------------- | ------------------------- | ------------------------- | ----- | ----- | ----- | ------- | ------- |
| Torque · Uruguay    |                     |                     |      |      |      |                      |                      |                      |                           |                           |                           |       |       |       |         |         |
| 2018                | 1.ª                 | 6                   | 2    | 0    | 0    | 0                    | 0                    | 0                    | 0                         | 0                         | 6                         | 2     | 0     | 0.33  | 0       |         |
|                     | Total               | Total               | 6    | 2    | 0    | 0                    | 0                    | 0                    | 0                         | 0                         | 0                         | 6     | 2     | 0     | 0.33    | 0       |
| Total en su carrera | Total en su carrera | Total en su carrera | 6    | 2    | 0    | 0                    | 0                    | 0                    | 0                         | 0                         | 0                         | 6     | 2     | 0     | 0.33    | 0       |

### Selección
| Selección        | Año           | Amistoso | Amistoso | Amistoso | Eliminatorias | Eliminatorias | Eliminatorias | Mundial | Mundial | Mundial | Copa América | Copa América | Copa América | Juegos Olímpicos | Juegos Olímpicos | Juegos Olímpicos | Copa México de Naciones | Copa México de Naciones | Copa México de Naciones | Juegos Suramericanos | Juegos Suramericanos | Juegos Suramericanos | Total | Total | Total |
| Selección        | Año           | PJ       | G        | A        | PJ            | G             | A             | PJ      | G       | A       | PJ           | G            | A            | PJ               | G                | A                | PJ                      | G                       | A                       | PJ                   | G                    | A                    | PJ    | G     | A     |
| ---------------- | ------------- | -------- | -------- | -------- | ------------- | ------------- | ------------- | ------- | ------- | ------- | ------------ | ------------ | ------------ | ---------------- | ---------------- | ---------------- | ----------------------- | ----------------------- | ----------------------- | -------------------- | -------------------- | -------------------- | ----- | ----- | ----- |
| Argentina Sub-15 | 2013          | 0        | 0        | -        | -             | -             | -             | -       | -       | -       | 4            | 3            | ?            | -                | -                | -                | -                       | -                       | -                       | -                    | -                    | -                    | 4     | 3     | ?     |
| Argentina Sub-15 | Total         | 0        | 0        | -        | -             | -             | -             | -       | -       | -       | 4            | 3            | ?            | -                | -                | -                | -                       | -                       | -                       | -                    | -                    | -                    | 4     | 3     | ?     |
| Argentina Sub-17 | 2014          | 0        | 0        | -        | -             | -             | -             | -       | -       | -       | -            | -            | -            | -                | -                | -                | -                       | -                       | -                       | 4                    | 3                    | ?                    | 4     | 3     | ?     |
| Argentina Sub-17 | 2015          | 0        | 0        | -        | -             | -             | -             | 3       | 0       | 0       | 7            | 1            | 1            | -                | -                | -                | 0                       | 0                       | 0                       | 0                    | 0                    | 0                    | 10    | 1     | 1     |
| Argentina Sub-17 | Total         | 0        | 0        | -        | -             | -             | -             | 3       | 0       | 0       | 7            | 1            | 1            | 0                | 0                | 0                | 0                       | 0                       | 0                       | 4                    | 3                    | ?                    | 14    | 4     | ?     |
| Total carrera    | Total carrera | 0        | 0        | -        | -             | -             | -             | 3       | 0       | 0       | 11           | 4            | ?            | 0                | 0                | 0                | -                       | -                       | -                       | 4                    | 3                    | ?                    | 18    | 7     | ?     |

#### Participaciones con la selección
| N.º | Torneo                              | Sede     | Resultado     |
| --- | ----------------------------------- | -------- | ------------- |
| 1   | Sudamericano Sub-15 2013            | Bolivia  | Tercer lugar  |
| 2   | Juegos Suramericanos Sub-17 de 2014 | Chile    | Segundo lugar |
| 3   | Sudamericano Sub-17 2015            | Paraguay | Segundo lugar |